# Adam Everett
Jeffrey Adam Everett, född den 5 februari (enligt vissa källor 2 februari) 1977 i Austell i Georgia, är en amerikansk före detta professionell basebollspelare som tog guld för USA vid olympiska sommarspelen 2000 i Sydney.
Everett spelade därefter elva säsonger i Major League Baseball (MLB) 2001–2011. Han spelade för Houston Astros (2001–2007), Minnesota Twins (2008), Detroit Tigers (2009–2010) och Cleveland Indians (2011). Totalt spelade han 880 matcher med ett slaggenomsnitt på 0,242, 40 homeruns och 283 RBI:s (inslagna poäng).
Everett har efter spelarkarriären arbetat som instruktör och assisterande tränare, bland annat som bench coach för Houston Astros.